# Không Hải
Không Hải (chữ Hán: 空海; Kana: くうかい; Romaji: kūkai; 774 - 835), còn được gọi là Hoằng Pháp Đại Sư (弘法大師, こうぼうだいしkōbō daishi), là một vị Cao tăng Nhật Bản, sáng lập Chân ngôn tông — một dạng phái Mật tông tại Nhật Bản. Sư tu học Mật tông tại Trung Quốc theo sự hướng dẫn của sư phụ là Ngài Huệ Quả. Sau về Nhật mở đạo trường tại núi Cao Dã (ja. kōya), về sau trở thành trung tâm của Chân ngôn tông. Năm 17 tuổi, Sư đã viết luận về Nho, Lão và Phật giáo và tác phẩm Thập trụ tâm luận - Sư biên soạn bộ này dưới lệnh của Thiên hoàng—nói rõ đạo lý cơ bản của Chân ngôn tông.
Sư cũng mở trường dạy nghệ thuật và khoa học, chấp nhận mọi người theo học, dạy các môn học thế gian và siêu thế gian, kể cả đạo lý của Khổng Tử và Lão Tử. Sư cũng nổi danh trong các ngành khác như hội họa, điêu khắc và kĩ thuật.
Ngoài ra, sư rất quan tâm đến việc học Phạn ngữ vì cho rằng chỉ với ngôn ngữ này, ý nghĩa của những Man-tra và Đà-la-ni mới thể hiện trọn vẹn. Sư và các môn đệ cũng là những người đầu tiên kết hợp truyền thống Thần đạo với Phật giáo và đưa các vị Tổ của Thần đạo lên hàng Bồ Tát.

## Tiểu sử
Sư sinh trưởng trong một gia đình quý tộc ở Zentsū-ji, Sanuki thuộc đảo Shikoku. Gia đình ông là gia tộc Seaki, một nhánh của gia tộc có nguồn gốc cổ đại là gia tộc Ōtomo.
Năm 791, Sư vào một trường dạy Nho và cũng trong năm này, mới 17 tuổi, Sư viết Tam giáo chỉ quy, một bài luận về ba học thuyết thời bấy giờ là Phật, Khổng giáo và Lão giáo. So sánh với đạo Phật, Sư nêu ra những giới hạn của Khổng, Lão.
Theo Sư thì đạo Phật đã dung chứa những yếu tố của Khổng, Lão. Tác phẩm Thập trụ tâm luận (mười bậc trên đường học đạo) của Sư được xem là quan trọng nhất, vượt xa năm tác phẩm Phật giáo khác cùng được trình cho nhà vua thời bấy giờ. Tác phẩm này bao gồm mười chương, trình bày mười cấp phát triển một ý thức giác ngộ. Sư là người đầu tiên tại Nhật dùng phương pháp so sánh một học thuyết với học thuyết khác để làm sáng tỏ một quan điểm. Mười bậc trên đường học đạo theo Thập trụ tâm luận của Sư gồm có:
Cấp 1 là thế giới như của súc sinh, thế giới không kiểm soát được tham dục, thế giới không hề có ý thức Giác ngộ;
Cấp 2 là Khổng giáo, là nơi thực hiện các đức hạnh thế gian, nhưng không quan tâm đến ý thức giác ngộ;
Cấp 3 là Lão giáo, mà các tín đồ tin tưởng nơi một tầng trời đầy hoan lạc bằng cách tu tập thiền định;
Cấp 4 là cấp của Thanh văn thừa của Tiểu thừa, tin vào tính Vô ngã vì cái ngã chỉ do Ngũ uẩn tạo thành;
Cấp 5 là cấp Độc giác Phật, là người đạt tri kiến về giáo lý Duyên khởi với mười hai nhân duyên hệ thuộc, về sự vô thường, vô ngã và là người đã chấm dứt sự phát sinh của nghiệp;
Cấp 6 là cấp của Pháp tướng tông (ja. hossū-shū);
Cấp 7 là cấp của Tam luận tông;
Cấp 8 là cấp của Thiên Thai tông;
Cấp 9 là cấp của Hoa Nghiêm tông
Cấp 10 là Chân ngôn tông. Sư cho rằng chín cấp trước đều do "bệnh của tư tưởng" mà thành, chỉ có cấp 10 mới đích thật chứa đựng chân lý.